# Mama Said (sang)
 For alternative betydninger, se Mama Said. (Se også artikler, som begynder med Mama Said)
Mama Said er en single af det danske band Lukas Graham, der opnåede succes i Danmark, såvel som i Norge.

## Komposition
Sangen er skrevet af Lukas Forchhammer og Stefan Forrest, med musik af Forrest og Morten Ristorp. Udover Forrest og Ristorp, har Morten Pilegaard været med til at producere den. Børnekoret der høres i starten af sangen, i omkvædet og til sidst, består af seks børn fra Eventyrteateret.
Sangen handler om den tid i livet, hvor et kys fra ens mor, kunne gøre alt bedre og fjerne alle problemer. Da forsangeren voksede op, havde de ikke masser af penge - men de havde nok. De havde altid en seng at sove i, mad at spise og genbrugstøj at gå i, mens dagens samfund går for meget op i nye ting.

## Hitlister
| Hitliste (2014-16)                               | Højeste placering |
| ------------------------------------------------ | ----------------- |
| Australien (ARIA)                                | 42                |
| Belgien (Ultratop 50 Flanderen)                  | 22                |
| Belgien (Ultratop 50 Vallonien)                  | 44                |
| Tjekkiet (Singles Digitál Top 100)               | 59                |
| Danmark (Track Top-40)                           | 1                 |
| Ungarn (Rádiós Top 40)                           | 16                |
| Irland (IRMA)                                    | 72                |
| Italien (FIMI)                                   | 53                |
| New Zealand (Recorded Music NZ)                  | 29                |
| Norge (VG-lista)                                 | 3                 |
| Polen (Polish Airplay Top 100)                   | 12                |
| Skotland (Official Charts Company)               | 20                |
| Slovakiet (Rádio Top 100)                        | 64                |
| Slovakiet (Singles Digitál Top 100)              | 74                |
| Spanien (PROMUSICAE)                             | 39                |
| Sverige (Sverigetopplistan)                      | 13                |
| Storbritannien Singles (Official Charts Company) | 48                |
| USA Adult Top 40 (Billboard)                     | 21                |
| USA Billboard Hot 100                            | 47                |
| USA Mainstream Top 40 (Billboard)                | 27                |